# Sergio Rivero (chanteur)
Pour les articles homonymes, voir Sergio Rivero et Rivero.
Sergio Rivero Hernández (né le 11 avril 1986 à Las Palmas de Gran Canaria, Espagne) est le gagnant de la quatrième édition de Operación Triunfo.

## Albums
- Quiero (2005, España) - #9 España (150.000) 3 oros
- Contigo (2006, España) - #20 España (42.000) 1 oro